# خودیر
خودیر (به چکی: Chudíř) یک منطقهٔ مسکونی در جمهوری چک است که در ناحیه ملادا بولسلاو واقع شده‌است. خودیر ۳٫۱۲ کیلومتر مربع مساحت و ۱۸۲ نفر جمعیت دارد و ۲۴۰ متر بالاتر از سطح دریا واقع شده‌است.